# Zalujjea, Dubno
Zalujjea (în ucraineană Залужжя) este un sat în comuna Semîdubî din raionul Dubno, regiunea Rivne, Ucraina.

## Demografie
Componența lingvistică a localității Zalujjea
     Ucraineană (100%)
Conform recensământului din 2001, toată populația localității Zalujjea era vorbitoare de ucraineană (100%).